# 뒷좌석의 살인마
뒷좌석의 살인마 혹은 하이 빔스(High Beams)로 잘 알려진 이 도시전설은 미국과 영국에서 잘 알려져있는 자동차 범죄 관련된 괴담이다. 이는 민속학자 칼로스 드레이크가 인디애나 대학교 학생들에게서 이야기를 수집해 1968년 처음 언급했다.

## 내용
이 괴담은 어떤 여성이 차를 운전하면서 뒤에 이상한 차 혹은 트럭이 쫓아오면서 이야기가 시작된다. 이 뒤에 쫓아오는 운전자는 그의 하이 빔스를 그녀의 차 뒷문에 연신 비춰댔다. 그리고 때때로는 그녀의 차의 뒷문에 들이받으려는 행동까지 계속했다. 그녀는 두려워 집으로 들어갔고, 집에 들어간 뒤 그녀는 운전자가 그녀의 뒷자석에 있는 낯선 남자(살인범, 강간범 혹은 정신이상자로 표현된다.)를 경고하려고 했던걸 깨닫게 된다. 낯선 남자가 그녀를 공격하려고 했던 순간마다 운전자는 하이 빔스를 키거나 부딪히려는 시늉을 해 낯선 남자를 놀라게 했던 것이다.
다른 버전에서는 여성이 주유를 하기 위해 멈추고, 종업원이 그녀에게 그녀의 신용카드를 결제하는 데 문제가 생겨 차로 와서 물어 볼 때, 그가 뒷자석에 앉은 남자를 아는지 물어보는 경우가 있고, 또 다른 버전에서는 그녀가 황야에 있는 도로 위에 인형을 보고 멈출 때 낯선 남자가 뒷자석에 타는 버전도 있다.
이 다른 버전의 괴담은 도덕과 관련하여 이야기 되는 괴담이다. 종업원이 종종 벌목꾼인 경우가 있거나, 험상궂게 생긴 남자라 여성이 이유 없이 불신하는 경우가 있다. 그녀는 그녀를 살릴 수 있는 험상궂게 생긴 남자를 자신을 해할 수 있는 사람으로 추정하게 된다.

## 뒷좌석의 살인마를 소재로 한 문화 상품
- 1983년 영화 나이트메어(Nightmares)
- 1998년 영화 캠퍼스 레전드(Urban Legend)
- 1998년 텔레비전 드라마 밀레니엄(Millennium)의 "The Pest House" 편
- 2003년 텔레비전 드라마 조너선 크릭(Jonathan Creek)의 "The Coonskin Cap" 편

## 참조
- Entry at Snopes
- Info at About.com 보관됨 2006-06-17 - 웨이백 머신
- Encyclopedia of Urban Legends(도시전설 백과사전) 얀 헤롤드 브룬번드(Jan Harold Brunvand) 저
- The Choking Doberman(숨이 막힌 도베르만) 얀 헤롤드 브룬번드(Jan Harold Brunvand) 저

## 같이 보기
- 괴담
- 도시전설
- 숨이 막힌 도베르만
- 화이트 레이디 (영:White Lady, 필리핀에 있는 도시전설로 이와 흡사함.)